# Zâna Zorilor
Zâna Zorilor este un basm cult scris de Ioan Slavici care a fost publicat prima dată la 1 iunie 1872. Eminescu l-ar fi îndemnat să scrie această primă poveste a sa care a fost citită la Junimea în două ședințe la rând și a fost publicată în revista Convorbiri literare.

## Rezumat
Un împărat avea un ochi care râde și unul care plânge, dar nimeni nu știa de ce. Cei trei fii ai săi, Florea, Costan și cel mai mic, Petru, au vrut să afle adevărul. Petru și-a întrebat tatăl despre ochii săi și acesta i-a răspuns că ochii vor râde amândoi când fii săi îi vor aduce apă de la fântâna Zânei Zorilor, ca o dovadă a curajului lor.
Florea a plecat primul; la marginea împărăției se afla o prăpastie adâncă și o singură punte pe care se afla un balaur înspăimântător. De frică, Florea a fugit fără a mai ști cineva ceva de el. Peste un an, o lună, o săptămână și o zi, Costan a avut aceeași soartă. Peste încă un an, o lună, o săptămână și o zi, a plecat și Petru. Acesta s-a luptat cu balaurul cu sabia. Nu a reușit să termine lupta deoarece calul a obosit și a revenit acasă unde a luat armăsarul din tinerețea împăratului pe care baba Birșa l-a prefăcut din nou într-un murg tânăr și fermecat. Calul ajunge în zbor la punte și îi arată lui Petru cum să-l învingă pe balaur.
Calul fermecat îl duce apoi într-un pustiu, după patru zile ajung la marginea pustiului, unde era o pădure de aramă. Petru nu ascultă sfaturile calului și rupe flori ceea ce face să apară Vâlva Pădurii de Aramă și începe o luptă de trei zile. După ce Petru pune un frâu în capul Vâlvei, aceasta se transformă un cal frumos, frate al murgului lui Petru. Apoi ajung în Pădurea de argint și începe o altă luptă, apoi Petru are trei cai. În Pădurea de Aur faptele se repetă, lupta este mai grea, apoi Petru are patru cai și trei cununi de flori, pe care le păstrează la sfatul Murgului.

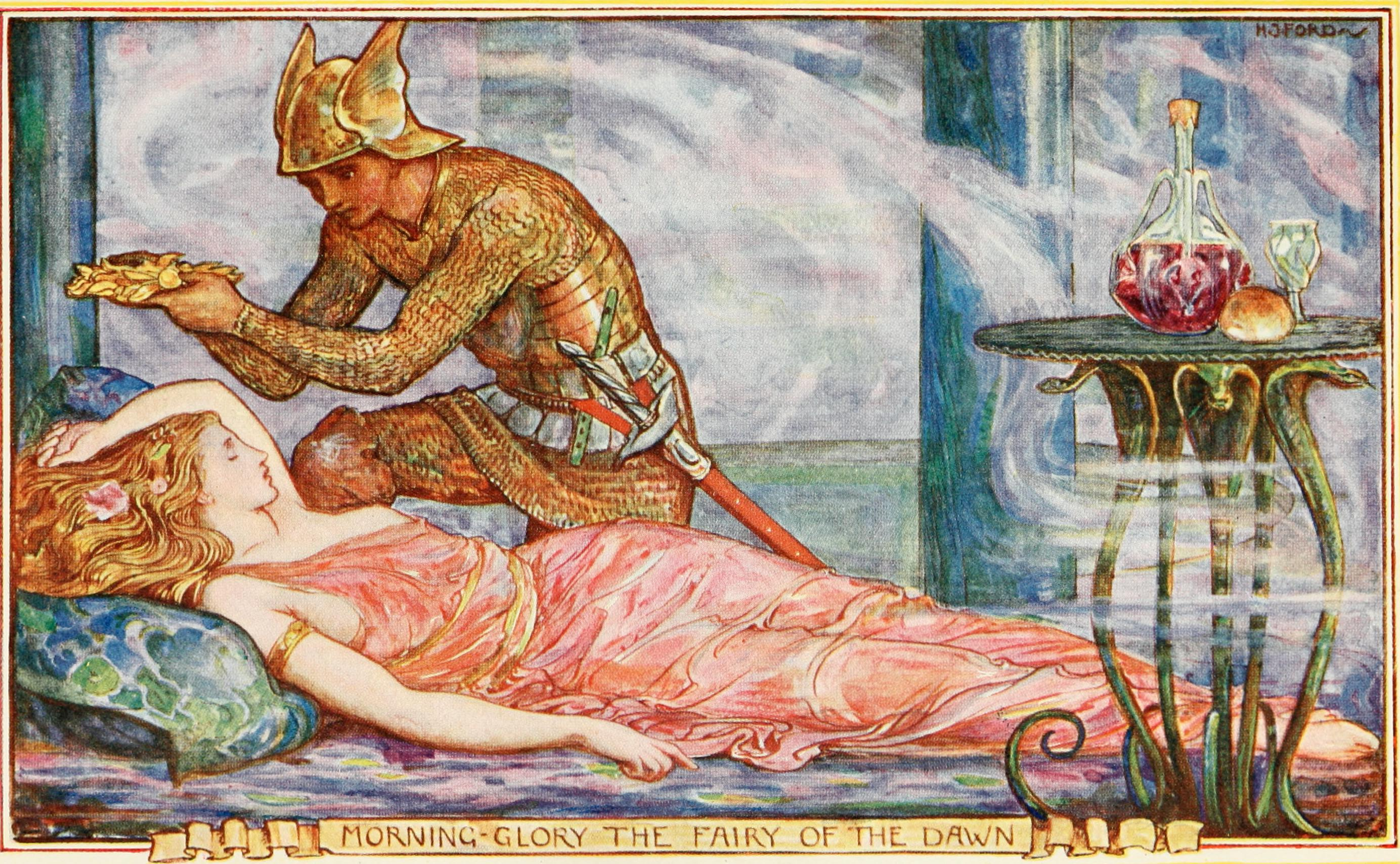
Zâna Zorilor doarme, iar Petru Făt-Frumos îi pune cununa din Pădurea de aur pe cap

Se întâlnește cu Sfânta Miercuri care îi arată ce mai face tatăl său, cu Sfânta Joi și apoi cu Sfânta Vineri care îi dă un fluier fermecat și îl spune ce să facă în Împărăția Zorilor. Cu fluierul adoarme paznicii împărăției cu „un ochi în frunte, pe balaurii cu șapte capete și pe leii cu părul și colții de aur.” În grădina Zânei Zorilor, cu fluierul adoarme zânele și în palat, în cea mai frumoasă dintre odăi găsește fântâna și pe Zâna Zorilor care dormea într-un leagăn de aur. Petru o sărută, îi pune cununa din Pădurea de aur pe cap, își umple ulcioarele cu apă din fântână și pleacă spre casă.
Petru se întâlnește iar cu Sfânta Miercuri, Sfânta Joi și Sfânta Vineri; iar Sfânta Joi îl sfătuiește să nu aibă încredere în nimeni și îi oferă o năframă care îl poate proteja de orice armă. Se întâlnește cu cei doi frați ai săi care îi fură apa și-l aruncă într-o fântână adâncă. Împăratul își tine promisiunea și le dă la fiecare jumătate din împărăție.
Zâna Zorilor se trezește, observă coroana și că cineva a luat apă din fântână și trimite paznicii, balaurii și leii să găsească vinovatul, dar nu îl găsesc. Nici Soarele nu îl poate găsi. Atunci Zâna Zorilor poruncește ca lumea să fie cufundată în întuneric beznă până când va apărea cel care a luat apa. Împăratul află și trimite pe rând cei doi fii mai mari să meargă la Zâna Zorilor. Aceasta își dă seama că amândoi mint și îi orbește.
Sfânta Vineri trimise Vântoasele să îl caute pe Petru, iar vântul de primăvară îi găsește oasele în fundul fântânii. Cele trei sfinte îl fac la loc, de o mie de ori mai frumos, mai voinic și mai mândru ca înainte. Petru se întâlnește cu Zâna Zorilor și de bucuria ei soarele începe să strălucească. Cei doi fac o nuntă mare și Petru devine stăpân al celor două împărații. Zâna le redă vederea fraților lui Petru ca să vadă și ei fericirea lui Petru Făt-Frumos.

## Personaje

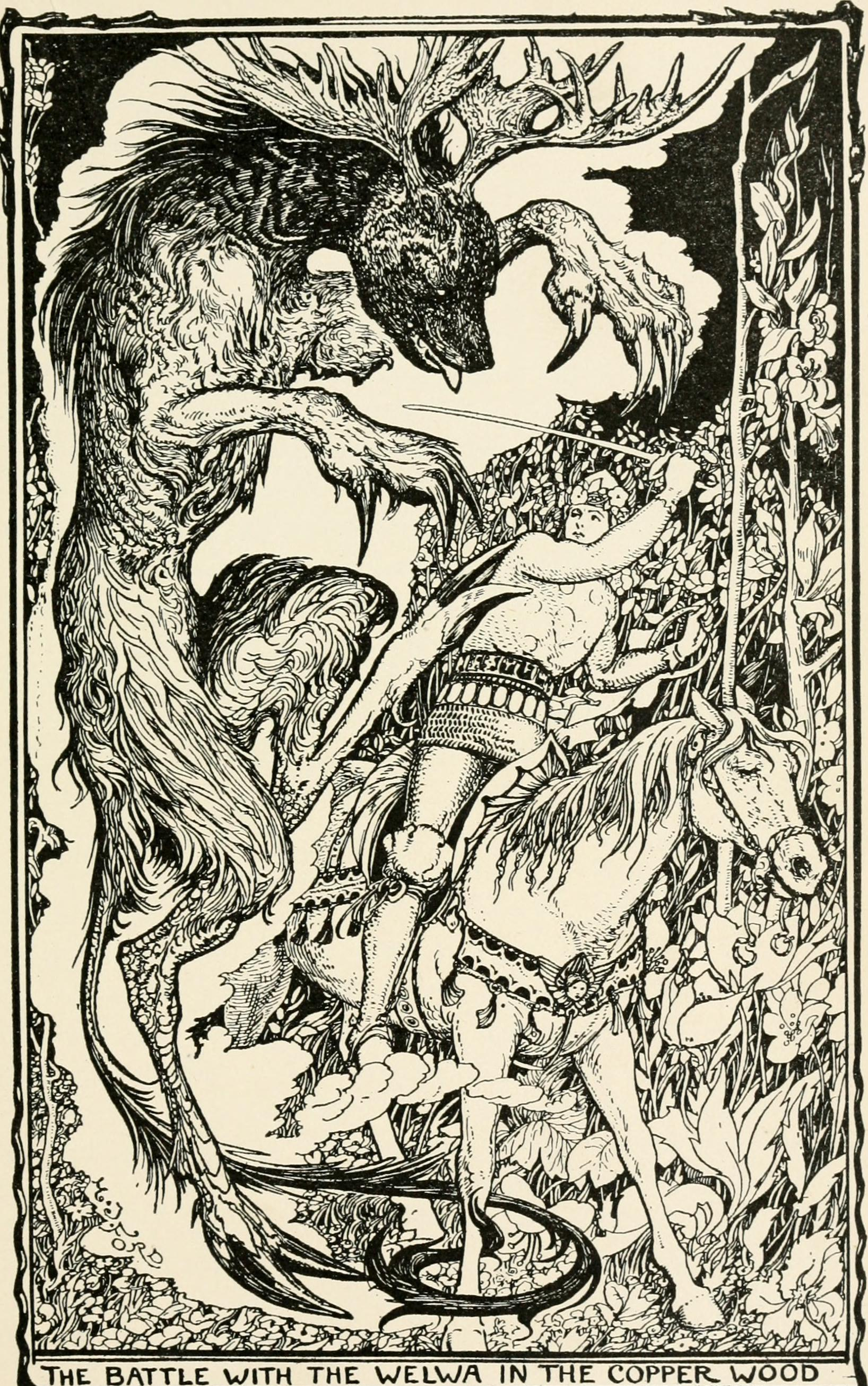
Lupta lui Petru Făt-Frumos cu Vâlva Pădurii de Aramă

- Împăratul care are un ochi care râde și unul care plânge
- Florea, fiul cel mai mare al împăratului
- Costan, fiul mijlociu al împăratului
- Petru Făt-Frumos, fiul cel mai mic al împăratului
- Murgul fermecat, calul lui Florea, anterior calul tatălui său
- Vâlva Pădurii de Aramă, se transformă într-un cal, frate cu murgul fermecat
- Vâlva Pădurii de Argint, se transformă într-un cal, frate cu murgul fermecat
- Vâlva Pădurii de Aur, se transformă într-un cal, frate cu murgul fermecat
- Sfânta Miercuri, Sfânta Joi și Sfânta Vineri, cele trei sfinte care-l ajută pe Petru Făt-Frumos
- Zâna Zorilor, stăpâna împărăției unde se află apa vie, viitoarea soție a lui Petru Făt-Frumos

## Publicare
În același an, 1872, i-au mai fost publicate poveștile: „Ileana cea șireată”, „Peștele pe brazdă”, „Florița din codru” și „Doi feți cu stea în frunte”, de asemenea Petre Ispirescu a publicat primul volum din Legende sau basmele românilor. Spre deosebire de culegătorul de folclor Ispirescu, Slavici și-a propus în „Zâna Zorilor” să creeze un basm nou care să combine, după propria exprimare, „din toate variantele un întreg frumos.” Prin urmare, poveștile sale trebuiesc comparate nu cu cele adunate de culegătorii propriu-ziși de folclor, ci cu creațiile unor autori ca Mihai Eminescu, Ion Creangă, Alexandru Odobescu sau Barbu Ștefănescu Delavrancea.
Povestea „Zâna Zorilor” apare în revista Convorbiri literare împreună cu o scrisoare a lui Slavici, adresată redacției, în care mărturisește convingerile sale privind modul în care trebuie cules și prelucrat folclorul, nu numai prin copierea în scris a creației orale dar și prelucrarea sa creatoare.
La baza poveștii „Zâna Zorilor” au stat patru variante: „Smocfa cea frumoasă” (din Șiria, Arad), „Zâna Codrilor” (din Țara Zarandului), „Pătru Făt-Frumos Viteaz” (din Crișana) și „Zâna Zorilor” (din Timișoara). Ca titlu, ultima variantă i s-a părut „cea mai nimerită”.

## Critică literară
Ca și în alte povești ale sale, există un anumit raport între întâmplările care au loc în planul real și cele din planul fabulos. Astfel apar eroi cu existență pământeană, ca de exemplu Petru (în rolul lui Făt-Frumos) care poartă straie țărănești, fluierul este în teacă, noaptea se odihnește în podul casei, de asemenea, își ia pălăria de pe prispă atunci când pleacă după apa de la fântâna Zânei Zorilor. Alți eroi cu existență pământeană sunt Florea sau Costan (împreună cu Petru reprezintă cei trei feciori ai împăratului care cu un ochi plânge și cu unul râde). Numele babei Bîrșa caracterizează personajul respectiv și îi oferă stabilitate individuală.

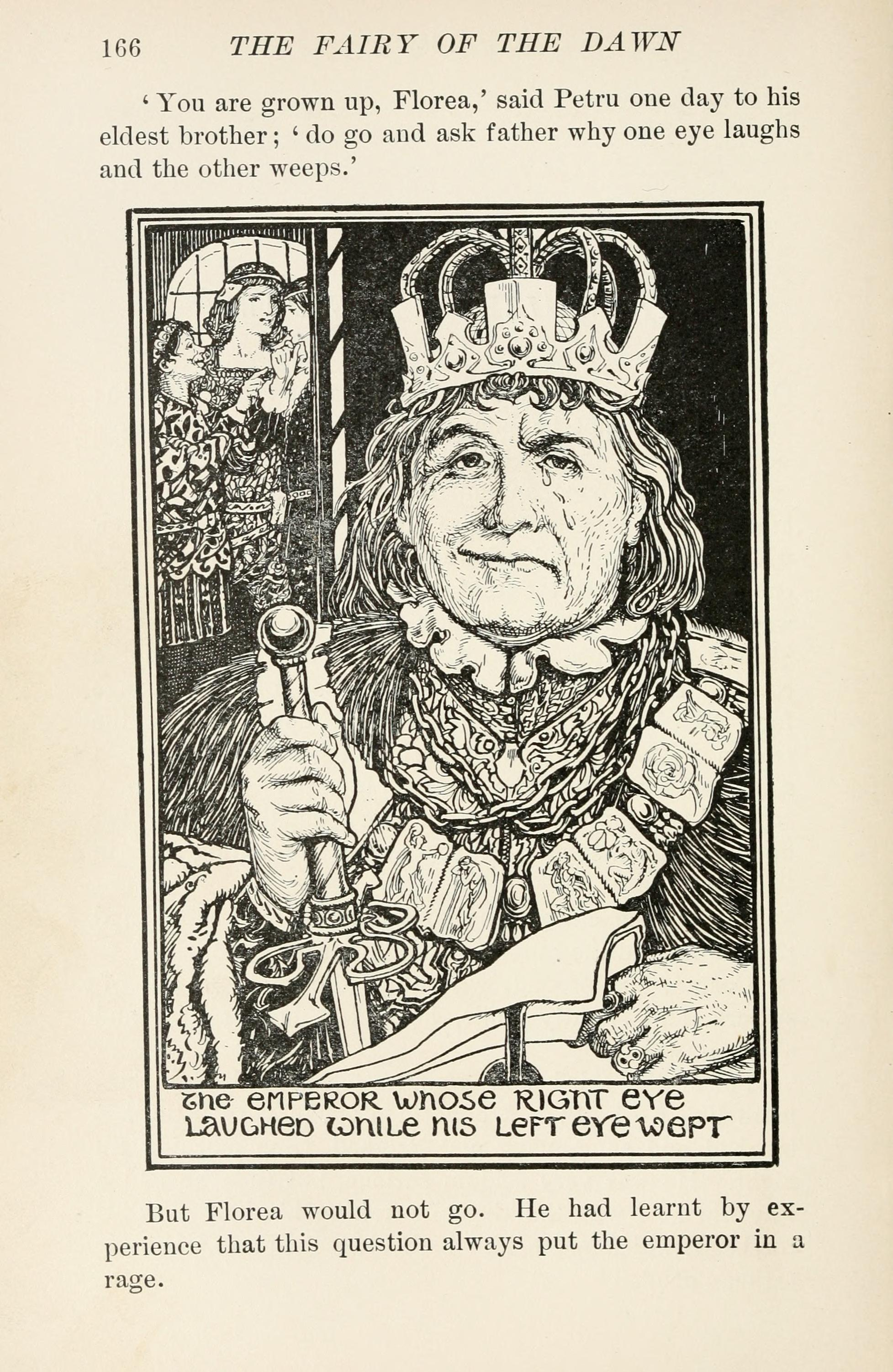
Un împărat avea un ochi care râde și unul care plânge...

În poveste apar peisaje strălucitoare care sugerează măiestria artei sale nuvelistice, astfel lângă palatul Zânei Zorilor „izvoarele curg mai limpede decât roua iar vânturile se mișcă cântând”, iar „florile au vorbe dulci și frumoase”.
Basmul are ca țintă „inițierea” eroului, introducerea lui Petru Făt-Frumos treptat în tainele cunoașterii, în acest scop acesta trebuie să dea dovadă de vitejie, curaj, pricepere și istețime.
Slavci păstrează neschimbate unele formule de început și de sfârșit din basmul popular: „A fost ce-a fost: dacă n-ar fi fost nici nu s-ar povesti”, formulă care are rolul de a-l scoate pe cititor din realitatea imediată și de a-l transporta în lumea imaginară.
Dialogul dă acțiunii un ritm dinamic, integrându-se organic narațiunii în stil popular, ca și restul poveștilor sale, în „Zâna Zorilor” dialogul se întinde pe pagini întregi. Asemănător narațiunii populare, în dialoguri frazele sunt scurte, chiar eliptice uneori, cu replici concentrate, cu numeroase formule onomatopeice și exclamative. Repetițiile numeroase aranjate într-o anume simetrie dau diverse efecte stilistice. Asemănător stilului popular oral, povestea conține fragmente de fraze ritmate, ca în lirica populară („pe zmei, balauri, năzdrăvani și lei, pe toate zânele, pe toate florile”). Întâlnim și termeni regionali („frații săi cei dulci” adică frații săi buni; „Vâlva vine deloc” adică Vâlva vine pe loc), termeni care în poveștile sale ulterioare au fost înlăturați în intenția scriitorului de a folosi un grai popular („poporan” sau „poporal” cum îl descria Slavici) care să fie înțeles pretutindeni. Înlăturarea ulterioară a regionalismelor a fost determinată de idee unității tuturor românilor care a apărut la Slavici încă din perioada studenției.

## Adaptări
În 1995 (la 26 august) a fost adaptată ca un teatru radiofonic omonim de Arcadiu Marinescu Nour în regia artistică a lui Leonard Popovici. În distribuție au interpretat actorii Ion Marinescu, Claudia Revnic, Nicolae Stângaciu, Sybilla Oarcea, Dan Condurache, Rodica Sanda Țuțuianu, Eugen Cristea, Mariana Zaharia, Dragoș Ionescu, Lucia Maier, Petre Lupu, Mihaela Sârbu, Petre Dinuliu, Anne Marie Ziegler, Mihai Popovici, Maria Varsami și Dan Bobe. Regia de studio: Violeta Berbiuc. Regia muzicală: Nicolae Neagoe. Regia tehnică: Vasile Manta. Producător: Irina Soare.
Povestea a mai fost adaptată ca un teatru radiofonic omonim în regia lui Gavriil Pinte, care a scris și scenariul. În distribuție au interpretat actorii Ion Arcudeanu, Voicu Hetel, Ionuț Antonie, Daniel Tudorică, Mihai Verbițchi, Marius Nanău, Cristian Boeriu, Cezar Popescu, Anca Todea, Cornelia Pavlovici, Marcela Andrei, Alexandrina Halic, Carmen Palcu. Regia de studio: Milica Creiniceanu; regia muzicală: Stelică Muscalu; inginer de sunet: Iulian Iancu; redactor: Magda Duțu. Piesa radiofonică a fost produsă de Teatrul „Ion Creangă” din București în colaborare cu Teatrul Național Radiofonic.

## Traduceri
A apărut în limba engleză ca „The fairy Aurora” în volumul Roumanian Fairy Tales cu 18 povești românești publicat în 1885 de editura Henry Holt and Company din New York.
În 2012 povestea a fost publicată în limba engleză ca „The Fairy Aurora” în volumul omonim din Colecția de cărți bilingve pentru copii a editurii Reflection Publishing Co.

## Vezi și
- Listă de basme românești